# 小斑駁蛇鰻
小斑駁蛇鰻，為輻鰭魚綱鰻鱺目糯鰻亞目蛇鰻科的其中一種，分布於中西太平洋的東加、斐濟海域，棲息深度362-450公尺，體長可達48.9公分，棲息在底層水域，屬肉食性，生活習性不明。

## 擴展閱讀
維基物種上的相關：小斑駁蛇鰻